# August Ernst (Richter)
August Ernst (* 2. Dezember 1880 in Aarau; † 2. Juni 1959 in Lausanne, heimatberechtigt in Aarau) war ein Schweizer Bundesrichter.

## Leben
August Ernst, Sohn des Friedrich Jakob Ernst und der Anna geborene Käser, widmete sich nach der Matura einem Studium der Rechte an den Universitäten Zürich, München und Leipzig, das er mit dem Erwerb des akademischen Grades eines Dr. iur. abschloss.
Seine berufliche Laufbahn begann August Ernst 1906 als Gerichtsschreiber an den Bezirksgerichten Bremgarten und Zofingen. 1911 wurde ihm der Posten des Gerichtspräsidenten in Aarau übertragen. Ab 1925 wirkte er als Oberrichter und Mitglied des Aargauer Handelsgerichtes.
Am 17. Dezember 1936 erfolgte seine Wahl zum Mitglied des Bundesgerichtes. Dort war er bis  Herbst 1937 an der staatsrechtlichen, danach bis zu seinem Eintritt in den Ruhestand 1950 an der zivilrechtlichen Abteilung tätig. Zusätzlich gehörte August Ernst von 1941 bis 1942 dem Kassationshof sowie von 1945 bis 1948 dem Bundesstrafgericht an.
August Ernst – er war mit Anna Hulda, der Tochter des Karl Friedrich Mahler, verheiratet – verstarb am 2. Juni 1959 im Alter von 78 Jahren in Lausanne.